# Magyarkályán község
Magyarkályán község (románul: Comuna Căianu) község Kolozs megyében, Romániában. Központja Magyarkályán, beosztott falvai Báré, Kályánivám, Kiskályán, Lárgatanya, Vajdakamarás. 2008 óta Kolozsvár metropolisztérség része.

## Fekvése
Kolozs megye keleti részén helyezkedik el, Kolozsvártól 30 kilométer távolságra. Szomszédos községek: északon Bonchida és Magyarpalatka, nyugaton Apahida és Zsuk, délen Kolozs, keleten  Mócs és Magyarszovát.

## Népessége
1850-től a népesség alábbiak szerint alakult:
| Lakosok száma | 1984 | 2306 | 2961 | 3610 | 4073 | 3723 | 2700 | 2567 | 2355 | 2191 |
|               | 1850 | 1880 | 1900 | 1930 | 1941 | 1977 | 1992 | 2002 | 2011 | 2021 |

A 2011-es népszámlálás adatai alapján a község népessége 2355 fő volt, melynek 58,13%-a román, 36,26%-a magyar és 2,55%-a roma. Vallási hovatartozás szerint a lakosság többsége ortodox (54,48%),  a reformátusok részaránya 20,17%,  az adventistáké 15,46%, Jehova tanúié 3,65%.

## Nevezetességei
A község területéről az alábbi épületek szerepelnek a romániai műemlékek jegyzékében:
- a magyarkályáni Szent Mihály és Gábriel arkangyalok fatemplom (LMI-kódja CJ-II-m-B-07543)
- a vajdakamarási református templom (CJ-II-m-B-07806)